# Bristol Proteus

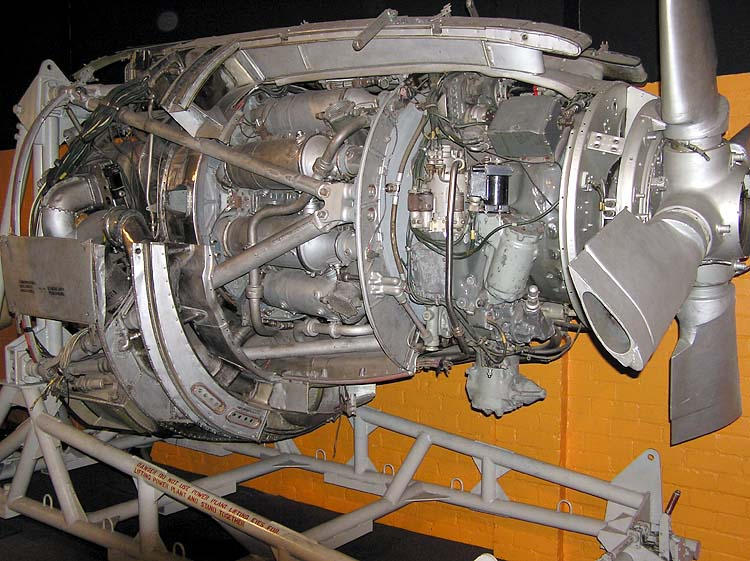
Bristol Proteus

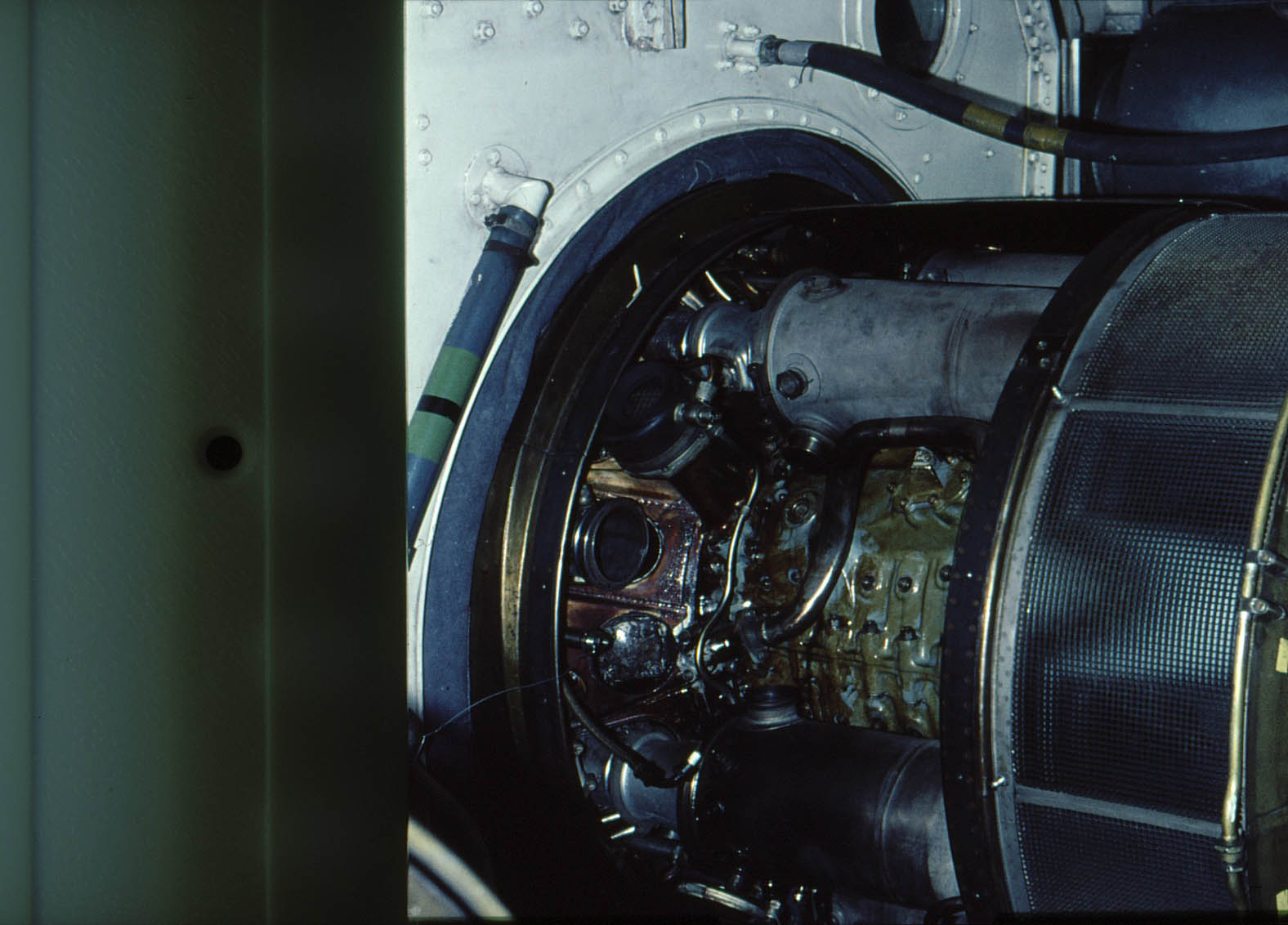
Bristol Proteus im Schnellboot Pfeil, eine Brennkammer ist ausgebaut

Das Bristol Proteus war eine Wellenturbine des britischen Herstellers Bristol für  Luftfahrtzwecke.  Es handelte sich um ein Zweiwellentriebwerk, bei dem eine Turbine nur die Wellenleistung lieferte und die andere den Verdichter antrieb. Die Verbrennungsluft wurde dabei im hinteren Teil des Triebwerkes über den ganzen Umfang angesaugt und durch einen zwölfstufigen Axialverdichter in Richtung zum Vorderteil verdichtet. Dort wurde der Gasstrom um 180 Grad umgelenkt und den acht aus Nimonic hergestellten Brennkammern zugeführt. Von dort strömte das Gas über einzelne, durch den Ansaugbereich hindurch geführte Kanäle zu den beiden jeweils zweistufigen Turbinensätzen, von wo es durch eine nicht verstellbare Schubdüse austrat. Diese war aus austenitischem Stahl gefertigt und besaß einen Mittelkonus. Die Produktionsversionen ab Mk. 700 erhielten zusätzlich hinter dem Axialverdichter noch eine aus Stahl gefertigte Radialstufe.
Die Drehzahl der Leistungsturbine wurde durch ein Planetenradgetriebe im Verhältnis von 11,11 : 1 heruntergesetzt. Mit Treibstoff wurde das Triebwerk durch eine Druckpumpe bei einem Höchstdruck von 98,4 kg/cm² versorgt. Dazu gehörten eine barometrische Mengenkorrektur und das eigentliche Schubregelventil. Gezündet wurde der Kraftstoff elektrisch, wozu in zwei Brennkammern Zündkerzen eingebaut waren. Ein Elektrostarter brachte das Triebwerk auf die nötige Startdrehzahl. Die Schmierung war als Trockensumpfschmierung ausgeführt.
Im Mai 1946 lief als Vorgänger des Proteus das Bristol Phoebus erstmals auf dem Prüfstand. In der Auslegung ähnelten sich die beiden Triebwerke, jedoch hatte das Phoebus hinter dem Axialverdichter noch zwei Radialstufen. Diese beiden Stufen bereiteten Schwierigkeiten, so dass sie beim Proteus weggelassen wurden. 1947 stellte man zunächst die Version Mk.600 mit einer Leistung von 2820 ekW fertig, deren erster Prüfstandlauf am 25. Januar 1947 stattfand. Diese Ausführung war in der Saunders-Roe Princess eingebaut und auch für die Prototypen der Bristol Britannia vorgesehen.
Die für die Serie der Britannia vorgesehene Ausführung Mk.700 zeigte zunächst Probleme durch Eisansatz. Sie wurden mit der ersten Produktionsversion Mk.705 behoben. Weitere, leistungsgesteigerte Versionen waren die Mk.755 und die Mk.765, bei der durch Änderungen am Verdichter der Luftdurchsatz auf 20,36 kg/s gesteigert werden konnte. Damit stieg die Leistung auf 3315 eKW und die Zeit zwischen zwei Überholungen (MTBO) auf 1350 bis 2000 Stunden, abhängig vom Einsatzprofil. Die Triebwerke Mk.755 wurden später meist auf den Stand der Mk.765 gebracht.
Eine weitere kurzzeitige Leistungserhöhung wurde durch Wassereinspritzung ermöglicht, die bei der militärischen Ausführung Mk.255 serienmäßig verwendet wurde. Sie flog erstmals am 29. Dezember 1958 und diente dann zum Antrieb der Britannia 253 der RAF.
Für den Einsatz auf See gab es ebenfalls eine Ausführung, die von der britischen Royal Navy verwendet wurde. Auch in dem bekannten Luftkissenfahrzeug Saunders Roe Nautical 4 kamen Proteus-Turbinen zum Einsatz. Die Bundesmarine hatte zwei Schnellboote der Vosper-Klasse mit Bristol Proteus Turbinen. Eine weitere Möglichkeit ergab sich durch  die Installation in dezentralen Kleinkraftwerken im Südwesten Englands, wo diese Triebwerke zur Spitzenlastabdeckung teilweise über 40 Jahre im Einsatz waren.

## Technische Daten (Mk.705)
- Länge: 2540 mm
- Durchmesser: 1020 mm
- Gewicht: 1325 kg
- Kompressor: 12 Axial- und eine Radialstufe
- Turbine: je 2 Stufen für den Kompressor- und den Propellerantrieb
- Startleistung: 2515 wkW + 4,4 kN Restschub
- Druckverhältnis: 7,2:1
- Luftmassendurchsatz: 19,5 kg/s
- Turbineneintrittstemperatur: 847 °C
- Spezifischer Kraftstoffverbrauch: 307 g/ekW/h
- Ölverbrauch: 1,13 l/h